# Hipertrófiás kardiomiopátia
A hipertrófiás kardiomiopátia (HCM)  olyan állapot, amelyben a szív izomszövetei nyilvánvaló ok nélkül megvastagodnak, elzárva a szívből kiáramló vér útját. A szív leggyakrabban érintett részei az interventricularis septum és a kamrák.
Sportolóknál gyakran hirtelen szívhalált okoz.
Hátterében sok esetben genetikai faktorok állnak, és a legtöbb eset akkor derül ki, amikor az érintett szervezete gyors növekedésben, fejlődésben van: csecsemőkorban, kamaszkorban.